# ドラゴンゲート 空飛ぶ剣と幻の秘宝
『ドラゴンゲート 空飛ぶ剣と幻の秘宝』（ドラゴンゲート そらとぶけんとまぼろしのひほう、原題：龍門飛甲）は、2011年に制作された中国映画で3D武侠映画。
監督のツイ・ハークがプロデューサーをした『ドラゴン・イン/新龍門客棧』の後日譚で前作の3年後の設定だが、キャラクター名は前作のチョウ・ワイオン（周淮安）がジャオ・ホワイアン（趙懷安）に、カム・シュンユク（金鑲玉）がリン・イエンチウ（凌雁秋）に変更されており、関連性はあるものの異なる部分もある。

## キャスト
| 役名                                    | 俳優                           | 日本語吹替   |
| --------------------------------------- | ------------------------------ | ------------ |
| ジャオ・ホワイアン（趙懷安）            | ジェット・リー（李連杰）       | 池田秀一     |
| リン・イエンチウ（凌雁秋）              | ジョウ・シュン（周迅）         | 園崎未恵     |
| ユー・ホアティエン（雨化田）督主        | チェン・クン（陳坤）           | 森川智之     |
| フォン（卜倉舟 / 風裡刀）               | チェン・クン（陳坤）           | 森川智之     |
| グー・シャオタン（顧少棠）              | リー・ユーチュン（李宇春）     | 林真里花     |
| チャン・シャオウェン（常小文 / 布嚕嘟） | グイ・ルンメイ（桂綸鎂）       | 中村千絵     |
| スー・フイロン（素慧容）                | メイヴィス・ファン（范曉萱）   | 櫻井智       |
| マー・ジンリャン（馬進良）大役長        | ルイス・ファン（樊少皇）       | 井上和彦     |
| ワン・ユーロウ（萬喻樓）督主            | リュー・チャーフィー（劉家輝） | 堀内賢雄     |
| 萬貴妃                                  | チャン・シンユー（張馨予）     | まつだ志緒理 |
| 梁材（老柴）                            | スン・ジェンクイ（孫建魁）     | こねり翔     |
| ハガン・トンガ（哈剛童嘎）              | 扎卡                           |              |
| 二役長（譚魯子）                        | ション・ジェン（盛鑑）         |              |
| 三役長（繼學勇）                        | ドー・イーフン（杜奕衡）       | あべそういち |
| 趙通                                    | ウー・ディ（吳迪）             |              |
| 令國洲                                  | リー・ビンユン（李炳淵）       |              |
| 雷崇正                                  | シュエ・ジェン（薛劍）         |              |
| リュー・ブー（趙平安）                  | 王雙寶                         | 中村和正     |
| 岡子                                    | リー・スーボ（李思博）         |              |
| ツァン・チェンジー（參謙之）            | 戴明                           |              |

## スタッフ
- 製作・監督・オリジナルストーリー・脚本：ツイ・ハーク
- 製作総指揮：ユ・ドン
- 製作：ナンシェン・シー
- アクション監督：ユエン・ブン、藍海瀚、スン・ジェンクイ（孫建魁）
- テーマ曲：リー・ハンジャン（黎翰江）
- 美術：イー・チュンマン（英語版）
- 撮影：チョイ・スンファイ
- 3D監修：チャック・コミスキー
- ポストプロダクション・プロデューサー：エドワード・チユン・イー
- 技術顧問／3Dコンフォーミング：ステゴ・チャン